# Giwi Gabliani
Giwi Gabliani (ur. 19 grudnia 1915 we wsi Mulachi, zm. 27 kwietnia 2001 w Quincy) – gruziński chirurg, działacz emigracyjny, wojskowy Legionu Gruzińskiego podczas II wojny światowej.
Ukończył studia na wydziale medycznym uniwersytetu w Tbilisi. Studia medyczne kontynuował na uniwersytecie w Monachium. Następnie pracował jako chirurg. Działał w gruzińskich organizacjach emigracyjnych. Po ataku wojsk niemieckich na ZSRR 22 czerwca 1941 r., zaangażował się w operację „Tamara”, prowadzoną pod auspicjami Abwehry. Latem 1942 r. wstąpił do nowo formowanego Legionu Gruzińskiego. Otrzymał stopień porucznika. Służył w jednym z batalionów Legionu, walcząc na północnym Kaukazie, a po jego odwrocie stacjonował na Krymie. W 1944 r. stanął na czele oddziału wojskowego Gruzińskiego Sztabu Łącznikowego w Berlinie. Od marca 1945 r. w stopniu kapitana wchodził w skład Komitetu Gruzińskiego. Po zakończeniu wojny wyjechał do USA. Do 1987 r. prowadził praktykę medyczną w Quincy. W 1998 r. napisał swoje wspomnienia z czasów wojny pt. „Czemi mogonebani”.